# Karin Pagmár
Karin Pagmár (* 29. April 1956 bei Stockholm) ist eine  schwedische  Sängerin und Schauspielerin.

## Werdegang
Pagmár hat eine Ausbildung an der Staatlichen Schauspielschule in Malmö und die klassische Gesangsausbildung an der Nordwestdeutschen Musikakademie in Detmold absolviert. Karin Pagmar war an den  Stockholmer Bühnen im Bereich Konzert, Musical und Operette engagiert.
Von Stockholm führte sie ihr Weg nach Wien, wo ihre internationale Karriere begann und von dort aus an die Kammeroper Wien, den Stadttheatern Baden, Schlosstheater Schönbrunn, Bregenz, Bayreuth und an die Staatsoperette Dresden. Sie hatte Auftritte mit dem Orchestre Philharmonique de Strasbourg, mit den Sinfonieorchestern des WDR und NDR.
Ihr  Stimmumfang von 4 Oktaven erlaubt ihr Interpretationen vom Kontra-Alt bis in die Sopranlage.
Pagmars Interpretationen der Zarah Leander Chansons waren im Theater an der Kö in Düsseldorf, im Schmidts Tivoli in Hamburg, in der Komödie in Frankfurt am Main, im GOP in Hannover, beim Operettenball in Dresden und auf Tournee mit Gunther Emmerlich in der Revue Die Beine von Dolores zu hören.
Eine Interpretation des american songbook mit Kompositionen von Gershwin, Porter, Arlen und Kern hat sie auch im Repertoire.